# Dirty Deeds Done Dirt Cheap
Pour la chanson d'AC/DC, voir Dirty Deeds Done Dirt Cheap (chanson).
Albums de AC/DC
High Voltage
(1976) Let There Be Rock
(1977)
Singles
1. Jailbreak
Sortie : 14 juin 1976 (Australie)
août 1976 (Royaume-Uni)
2. Dirty Deeds Done Dirt Cheap
Sortie : 8 octobre 1976
3. Love at Firt Feel
Sortie : 10 janvier 1977
4. Big Balls
Sortie : 1977

Dirty Deeds Done Dirt Cheap est le troisième album du groupe de hard rock australien AC/DC. Produit par le duo Harry Vanda et George Young, il est sorti le 20 septembre 1976 en Australie et quelques mois plus tard en Europe. Il n'est publié aux États-Unis qu'en 1981.

## Description
L'album est d'abord sorti en Australie sous le label Albert Productions le 20 septembre 1976. Une édition modifiée de l'album est ensuite sortie en Europe sous le label Atlantic le 12 décembre 1976. L'album ne sortit aux États-Unis qu'en avril 1981, identique à la version européenne.
La version internationale contient le morceau Love at First Feel, ainsi que Rocker (écourté de 4 secondes par rapport à l'album dont il est extrait, T.N.T., sorti uniquement en Australie) à la place de R.I.P. (Rock in Peace) et Jailbreak.
Jailbreak est sorti en 1985 sur l'album '74 Jailbreak et R.I.P. (Rock in Peace) en 2009 sur le CD de raretés studio du coffret Backtracks.
Les chansons Dirty Deeds Done Dirt Cheap et Ain't No Fun (Waiting Round to Be a Millionaire) ont également été écourtées de quelques secondes sur la version internationale ; leurs versions non écourtées, ainsi que celle de Rocker, sont sorties sur l'édition collector de Backtracks, coffret sorti en 2009.

## Pochette
La pochette de la version européenne de cet album, créée par Hipgnosis, représente la photographie d'un groupe de personnes dans la rue.
Ces gens sont dispersés aléatoirement sur la photo, sont tous tournés vers le lecteur et ont un rectangle noir, de censure, apposé par photomontage sur les yeux.
La version australienne, quant à elle, est faite d'un dessin représentant Bon Scott montrant un de ses tatouages sur lequel est inscrit le nom de l'album, tandis qu'Angus Young, situé à l'arrière-plan, fait un signe de la main, levant deux doigts.

## Liste des titres
Toutes les pistes ont été écrites par Angus Young, Malcolm Young et Bon Scott.

### Album australien
| 1. | Dirty Deeds Done Dirt Cheap                       | 4:13 |
| 2. | Ain't No Fun (Waiting 'Round to Be a Millionaire) | 7:31 |
| 3. | There's Gonna Be Some Rockin'                     | 3:17 |
| 4. | Problem Child                                     | 5:46 |

| 5. | Squealer               | 5:18 |
| 6. | Big Balls              | 2:40 |
| 7. | R.I.P. (Rock in Peace) | 3:36 |
| 8. | Ride On                | 5:53 |
| 9. | Jailbreak              | 4:41 |

### Album international
| 1. | Dirty Deeds Done Dirt Cheap | 3:52 |
| 2. | Love at First Feel          | 3:12 |
| 3. | Big Balls                   | 2:38 |
| 4. | Rocker                      | 2:50 |
| 5. | Problem Child               | 5:46 |

| 6. | There's Gonna Be Some Rockin'                     | 3:18 |
| 7. | Ain't No Fun (Waiting 'Round to Be a Millionaire) | 6:57 |
| 8. | Ride On                                           | 5:53 |
| 9. | Squealer                                          | 5:15 |

## Composition du groupe
- Bon Scott : chant
- Angus Young : guitare solo
- Malcolm Young : guitare rythmique, chœurs
- Mark Evans : basse
- Phil Rudd : batterie

Production
- Producteurs : Harry Vanda et George Young de Albert Productions
- Studio d'enregistrements : Albert Studios, Sydney (Australie)

## Charts & certifications

### Album
Charts
| Pays                      | Durée du classement | Meilleur classement | Date              |
| ------------------------- | ------------------- | ------------------- | ----------------- |
| Australie (AMR Charts)    | 10 semaines         | 4e                  | 1er novembre 1976 |
| Suède (Sverigetopplistan) | 1 semaines          | 50e                 | 25 février 1977   |

| Pays                                 | Durée du classement | Meilleur classement | Date         |
| ------------------------------------ | ------------------- | ------------------- | ------------ |
| Canada (RPM)                         | 28 semaines         | 1er                 | 13 juin 1981 |
| États-Unis (Billboard 200)           | 55 semaines         | 3e                  | 30 mai 1981  |
| Nouvelle-Zélande (RMNZ Albums Top40) | 22 semaines         | 21e                 | 23 août 1981 |

| Pays                                  | Durée du classement | Meilleur classement | Date              |
| ------------------------------------- | ------------------- | ------------------- | ----------------- |
| France (SNEP)                         | 5 semaines          | 15e                 | 14 mars 2003      |
| Australie (ARIA Charts)               | 2 semaines          | 28e                 | 14 septembre 2008 |
| Allemagne (GfK Entertainment)         | 1 semaine           | 19e                 | 22 mars 2024      |
| Autriche (Ö3 Austria Top 40)          | 1 semaines          | 57e                 | 26 mars 2024      |
| Écosse (Scottish Album Chart)         | 1 semaine           | 34e                 | 22 mars 2024      |
| Royaume-Uni (UK Rock and Metal Chart) | 6 semaines          | 13e                 | 22 mars 2024      |
| Suisse (Schweizer Hitparade)          | 1 semaine           | 25e                 | 24 mars 2024      |

Certifications
| Pays                 | Ventes      | Certification | Date            |
| -------------------- | ----------- | ------------- | --------------- |
| Allemagne (BVMI)     | Platine     | 500 000 +     | 2003            |
| Australie (ARIA)     | 6 × Platine | 420 000 +     | 30 janvier 2013 |
| États-Unis (RIAA)    | 6 × Platine | 6 000 000 +   | 22 janvier 2001 |
| Royaume-Uni (BPI)    | Or          | 100 000 +     | 22 juillet 2013 |
| Suisse (IFPI Suisse) | Or          | 25 000 +      | 1992            |

### Charts singles
| Single                      | Chart                    | durée du classement | Position | Date          | Certification |
| --------------------------- | ------------------------ | ------------------- | -------- | ------------- | ------------- |
| Dirty Deeds Done Dirt Cheap | (Mainstream Rock Tracks) | 17 semaines         | 4e       | 9 mai 1981    | Argent        |
| Dirty Deeds Done Dirt Cheap | (UK Singles Chart)       | 3 semaines          | 47e      | 22 juin 1980  | Argent        |
| Dirty Deeds Done Dirt Cheap | (RMNZ Singles Top40)     | 4 semaines          | 34e      | 11 avril 1993 | Argent        |
| Big Balls                   | (Mainstream Rock Tracks) | 7 semaines          | 26e      | 2 mai 1981    | —             |

## Reprises
Joan Jett a repris le titre Dirty Deeds Done Dirt Cheap dans son album The Hit List
Le groupe Trust a repris deux chansons de cet album :
- Ride On est la dixième piste de leur premier album sorti en 1979
- Love at First Feel a fait l'objet de deux versions enregistrées en 1977 et publiées en 1992 sur Prends pas ton flingue : une version française nommée Paris by Night et la version originale

Le groupe Exodus a repris la chanson Dirty Deeds Done Dirt Cheap, apparue sur l'édition japonaise de leur album Tempo of the Damned.

### Dans la culture populaire
Dans la partie 7, Steel Ball Run, du manga de Hirohiko Araki JoJo's Bizarre Adventure, le stand (pouvoir propre à l'univers de ce manga) de l'antagoniste majeur de cette partie est nommé en référence à cet album, Dirty Deeds Done Dirt Cheap (ou D4C).